# Obersturmbannführer

Límcové odznaky obersturmbannführera SS

Obersturmbannführer byla hodnost příslušníků paramilitárních jednotek NSDAP oddílů SA a SS. Tato hodnost byla vytvořena v květnu roku 1933 a byla vyvolána potřebou zajistit další vojenskou hodnost v rámci expandujících jednotek SA. Do češtiny bychom mohli hodnost obersturmbannführera přeložit jako „Vyšší vůdce útočné jednotky“. Hodnosti obersturmbannführer předcházela hodnost sturmbannführer a následovala hodnost standartenführer. Jeho ekvivalentem v německé armádě byla hodnost podplukovník.
Límcové označení hodnosti bylo tvořeno čtyřmi peckami v černém obdélníkovém poli, ohraničeném tenkou bílou stuhou a pruhem umístěným v levé části. Límcové označení bylo nošeno na levé straně límce uniforem SS a SA. Hodnosti byly rovněž přiděleny nárameníky podplukovníka německé armády.
Mezi nejznámější nositele hodnosti můžeme zařadit velitele koncentračního tábora Osvětim Rudolfa Hösse, držitele rytířského kříže s dubovými ratolestmi Otto Skorzenyho nebo jednoho z hlavních organizátorů holocaustu Adolfa Eichmanna.
Podobné označení Obersturmführer označuje jinou, nižší hodnost.

## Podobné názvy
- Obersturmführer